# Slavomir
Slavomir je moško osebno ime.

## Izvor imena
Ime Slavomir je različica moškega osebnega imena Slavko.

## Pogostost imena
Po podatkih Statističnega urada Republike Slovenije je bilo na dan 31. decembra 2007 v Sloveniji število moških oseb z imenom Slavomir: 22.

## Osebni praznik
Osebe z imenom Slavomir lahko godujejo takrat kot osebe z imenom Slavko.